# تحليل مكاني
التحليل المكاني أو التحليل الفضائي عدة تقنيات جديدة تستعمل طرق تحليل مختلفة تركز على تحليل البيانات الجغرافية.